# Tegiapa larentoides
Tegiapa larentoides är en fjärilsart som beskrevs av Louis Beethoven Prout 1922. Tegiapa larentoides ingår i släktet Tegiapa och familjen nattflyn. Inga underarter finns listade i Catalogue of Life.